# Florida State Road 23
Die Florida State Road 23 (SR 23, auch First Coast Expressway) ist eine mautpflichtige State Route mit kontrolliertem Zugang, der als äußere Umgehungsstraße um den südwestlichen Quadranten von Jacksonville dient. Seit Anfang 2024 ist der erste Abschnitt gebaut, der das Gebiet der FL 21 in Middleburg mit der Interstate 10 bei Whitehouse verbindet. Die zweite Phase ist derzeit im Bau und soll bis 2030 fertiggestellt werden.
Der endgültige Plan sieht eine 1,8 Milliarden Dollar teure, 74,8 km lange, vierspurige State Route vor, die in zwei Phasen nach Südosten bis Green Cove Springs und nach Osten bis zur Interstate 95 in der Nähe des World Golf Village gebaut werden soll. Der Bau des Abschnitts von Middleburg bis nördlich der SR 16 bei Green Cove Springs begann 2019 und wird voraussichtlich Mitte der 2020er Jahre abgeschlossen sein. Der Bau des letzten Abschnitts von der Nähe von Green Cove Springs über den St. John’s River und dann weiter nach Osten durch das schnell wachsende nördliche St. Johns County zur I-95 soll 2023 beginnen und 2030 abgeschlossen sein.

## Streckenverlauf
Die State Road beginnt in Middleburg im Clay County und führt nordwärts ins Duval County westlich von Jacksonville, wo sie zuerst die FL 228 quert und anschließend auf die Interstate 10 trifft und endet.

## Zukunft
Die Pläne für den Anschluss der I-10 an die SR 21 (Blanding Blvd) datieren Die Umgehungsstraße wird nach ihrer Fertigstellung 17 Anschlussstellen und eine neue Brücke über den St. Johns River anstelle der derzeitigen zweispurigen Shands-Brücke umfassen.

### Finanzierung
Die Finanzierung des 1,8-Milliarden-Dollar-Projekts wird im Rahmen einer öffentlich-privaten Partnerschaft (PPP) für Unternehmen des Privatsektors ausgeschrieben. Durch den Einsatz einer PPP und innovativer Vertragslösungen wird das Projekt um Jahre früher fertiggestellt als mit herkömmlichen Vertragsmethoden. Der Vertragspartner, der den Zuschlag erhält, wird als Konzessionär für die Planung, den Bau, die Finanzierung, den Betrieb und die Instandhaltung der Umgehungsstraße zuständig sein. Das Florida Department of Transportation (FDOT) führt derzeit ein Ausschreibungsverfahren für private Auftragnehmer durch. Die I-595 Corridor Express PPP mit der I-595 Express LLC war die erste ihrer Art in Florida und wurde Jahre früher als geplant eröffnet. Die Umgehungsstraße ist das größte Infrastrukturprojekt in der Geschichte Floridas.
Anfang 2011 gab das FDOT den Plan auf, ein privates Unternehmen für den Bau der gesamten 46,6 Meilen langen Umgehungsstraße zu finden, und konzentrierte sich auf den Bau des 15 Meilen langen Abschnitts zwischen I-10 und SR 21 (Blanding Blvd). Dieser Abschnitt ist bereits teilweise fertiggestellt und müsste noch mit Überführungen und Verbreiterungen versehen werden, um die Schnellstraße fertigzustellen. Die Kosten für die Mautautobahn werden auf rund 291 Millionen Dollar geschätzt.
Im August 2011 gab das FDOT bekannt, dass die Florida’s Turnpike Enterprise das 291-Millionen-Dollar-Projekt zur Umwandlung der 15-Meilen-Strecke in eine Mautstraße übernehmen wird. Die Bauarbeiten begannen am 10. September 2012 und wurden im Jahr 2017 abgeschlossen.
Der Bau der zweiten Phase der Schnellstraße von SR 21 (Blanding Blvd) nach Green Cove Springs begann im Oktober 2019. Die dritte und letzte Phase des Projekts, die den Ersatz der Shands-Brücke umfasst, begann im Mai 2023 und wird 2030 abgeschlossen sein.

### Mautgebühren
Nach Angaben des FDOT werden alle Mautgebühren elektronisch erhoben und sind mit dem SunPass kompatibel, der in anderen Teilen des Bundesstaates ohne Mautstellen verwendet wird. Es wird zwei Ausnahmen für die Mautstraße geben. Der 4,8 km lange Abschnitt zwischen der I-10 und der New World Avenue wird nicht mautpflichtig sein, um das Wachstum im Cecil Commerce Center zu fördern. Auch die Anwohner der Shands Bridge sind von der Maut auf der Shands Bridge über den St. Johns River befreit. Die SR 23 war ursprünglich als Mautstraße von Florida’s Turnpike Enterprise geplant, um diese Pläne zu verwirklichen, aber diese Pläne scheiterten 1997.
Die Verkehrsbehörde von Jacksonville und dem Bezirk Clay arbeiteten zusammen, um die Branan Field Road in Clay County und die Chaffee Road in Duval County zu verbinden. Im Jahr 2003 wurde der Abschnitt in Duval County eröffnet, der südlich an die Branan Field Road in Clay County anschließt. Ende 2004 wurde der Abschnitt in Clay County hinzugefügt. Derzeit erstreckt sich die gesamte Strecke von der I-10 in Jacksonville bis zur SR 21 (Blanding Blvd) in Middleburg.
Das Projekt war früher unter den Bezeichnungen First Coast Outer Beltway und Branan Field-Chaffee Expressway bekannt, trägt aber heute den Namen First Coast Expressway.